# Центральнодельтные языки
Центральнодельтные языки — одна из ветвей кроссриверской языковой надветви бенуэ-конголезской семьи. Область распространения — дельта реки Нигер в южной части территории Нигерии (штаты Риверс и Байельса). Включает языки абуа, одуал, кугбо, абурени, обулом, очичи, огбиа и другие. Наиболее распространённым по числу носителей среди центральнодельтных является язык огбиа (более 200 000 говорящих).

## Классификация

Ареал центральнодельтных языков

В соответствии с классификацией, опубликованной в справочнике языков мира Ethnologue, центральнодельтная ветвь разделена на три группы:
- собственно центральнодельтные языки: абурени, обулом, очичи, огбиа, огбоголо, огбронуагум;
- языки абуа-одуал: абуа, одуал;
- язык кугбо.

В классификации, представленной в базе данных по языкам мира Glottolog, язык кугбо объединён с собственно центральнодельтными языками в группу кугбо:
- языки абуа-одуал: абуа, одуал;
- языки кугбо:
  - абурени;
  - кугбо;
  - подгруппа обулом: обулом, очичи;
  - огбиа;
  - огбоголо;
  - огбронуагум.

В классификации британского лингвиста Р. Бленча центральнодельтные языки разделены на две группы:
- абуа, одуал;
- кугбо, мини (абурени), кластер коло, или огбиа (коло, или агхоло, олоибири и аньяма), огбронуагум, обулом, очичи, огбоголо.